# Anna Zamperini
Anna "Annina" Zamperini, född 1745, död efter 1774, var en italiensk operasångare.
Hon var gift med skådespelaren Giandomenico Zamperini. Sångarna Anna Maria Zamperini och Antonia Zamperini ingick båda i familjen, där Antonia tycks ha varit Annas syster och Anna Maria hennes dotter. 
Hon var engagerad vid teatern i Venedig 1761-1766. Mellan 1766 och 1770 var hon primadonna vid King's Theatre i London, där hon hade en framgångsrik karriär. Hon var återigen engagerad i Venedig 1770-1772. 
Mellan 1772 och 1774 var Anna Zamperini engagerad vid Teatro da Rua dos Condes i Lissabon, som frekventerades av kungafamiljen. Hon gjorde stor succé i Portugal. Hon blev föremål för dikter av de två poesigrupperna Arcádia Lusitana och Ribeira das Naus, som båda skrev dikter om henne. 
Hon ska under sin vistelse i Portugal haft ett flertal kärleksaffärer med både präster och sekulära män på höga positioner. Bland hennes älskare fanns Henrique José de Carvalho e Melo, som var son till Portugals de facto härskare Sebastião José de Carvalho e Melo, markis av Pombal. Den lön hon mottog under sitt engagemang var så hög att myndigheten “Sociedade para a Subsistência dos Theatros Públicos da Corte”, som skötte de kungliga teatrarna, gick i konkurs. Dessa två faktorer i kombination gjorde att Pombal år 1774 lät utvisa henne ur Portugal. Hela affären uppges också ha varit orsaken till att Pombal utfärdade ett förbud för kvinnor att uppträda på scen offentligt i Portugal. Förbudet åtlyddes enbart i själva huvudstaden Lissabon, där dess polischef efterhöll det, men där var det i kraft fram till 1795.
Anna Zamperini återupptog sedan sin karriär i Venedig. 